# 6091 Mitsuru
6091 Mitsuru este un asteroid din centura principală de asteroizi.

## Descriere
6091 Mitsuru este un asteroid din centura principală de asteroizi. A fost descoperit pe 28 februarie 1990 la Kitami de Kin Endate și Kazuro Watanabe. El prezintă o orbită caracterizată de o semiaxă mare de 2,21 ua, o excentricitate de 0,22 și o înclinație de 8,4° în raport cu ecliptica.